# Julien Tabouet
Julien Tabouet (ca. 1500- ca. 1563), en latín Taboetius, fue un jurisconsulto, historiador y  escritor francés.

## Biografía
Julien nació en Chantenay, y fue procurador general del Parlamento de Chambéry, Saboya, en 1539, y fue un gran conocedor instruido en diversos idiomas, en historia, en jurisprudencia, en teología, y en poesía latina y adquirió la reputación de buen orador y filósofo esclarecido.
Julien fue detenido en Chambéry debido a unos turbios asuntos que se atrajo por su humor aprensivo, acusando de malversaciónes y concusiones a Raymond Pellison, doctor en derecho y gobernador de Saboya en nombre del rey, presidente del Parlamento de Saboya, y primer presidente del Parlamento de Chambéry, y a diez consejeros, sus parientes, y condenados en 1552 por el Parlamento de Dijon.
Julien en 1554 obtuvo un cargo en el Parlamento de París, que rechazó recibir justo cuando el proceso criminal contra Raymond Pellison fue juzgado, nombrando Enrique II de Francia de comisarios para desenredar este complicado asunto, declarando inocente a Pellison con sus informes el Parlamento de París, siendo sancionado por calumniador de Julien, fue arrestado y confiscados sus bienes, siendo registrado todo ello en el Parlamento de Chambéry en 1558.
Julien murió en la miseria en 1563, y Philippe Louis Joly (1712-1782), eclesiástico y erudito y laborioso filólogo, en sus Obervaciones críticas sobre el diccionario de Bayle (París, 1752, 2 vols.), da una lista de las obras escritas más importantes de Tabouet sobre historia, política y jurisprudencia.

## Obras
- Actiones forenses, Lugduni, 1541.
- Orationes forenses et responsa, 1551.
- De republica, de lingua gallica, ac gothica,..., Lugduni, 1559.
- De quadruplicis monarchiae,...., Lugduni, 1559.
- De magistratibus post cataclysmum institutis...., Lugduni, 1559.
- Topica divini iuris in disciplina.., Lugduni, 1559.
- Sabaudiae, principum genealogia,....., Lugduni, 1560.
- Paradoxa regum, et summi magistratus privilegia,..., Lugduni, 1560.
- Epidictita ad christianos pacis autores monarchas atque selectos..., Lugduni, 1560.
- Topicon militae forensis,..., Lugduni, 1560.
- La genealogie des princes de Savoye, N. Edoard, 1560.
- Fiduciaria christinae, civilis et politicae jurisprudentiae,...., Toulouse, 1561.
- Epistolae christianae familiares,...Lugduni, 1561.
- De Primigenia magistratuum diathesi,..., N.Edoardi, 1562.
- De republica et lingua Francica, ab Hebreis, Graecis, Romanis, et Gotthiis..., 1562.
- Francicae tomus geneseos,..., 1564.
- Histoire de France,  Lyon, in-4º.
- Epingrammata
- Plusieurs autres ouvrages sur les anciens monarchies et la religion